# 962
Раннє Середньовіччя  •  Епоха вікінгів  •  Золота доба ісламу  •  Реконкіста

## Геополітична ситуація
Василевсом Візантії був Роман II Молодший. Оттон I Великий став імператором Священної Римської імперії, що об'єднала Східне Франкське королівство та Італійське королівство.
Західним Франкським королівством правив, принаймні формально, Лотар.
Апеннінський півострів розділений між численними державами: північ належить Священній Римській імперії,  середню частину займає Папська область, на південь від Римської області  лежать невеликі незалежні герцогства, деякі області на півночі та на півдні належать Візантії, інші окупували сарацини. Південь Піренейського півострова займає Кордовський халіфат, у якому править Аль-Хакам II. Північну частину півострова займають королівство Астурія і королівство Галісія та королівство Леон, де править Санчо I.
Королівство Англія очолює Едгар Мирний.
У Київській Русі править княгиня Ольга. У Польщі — Мешко I,  Перше Болгарське царство очолює цар Петро I, Богемія, Моравія, у Хорватії король Михайло Крешимир II.  Великим князем мадярів був Такшонь.
Аббасидський халіфат очолює аль-Муті, в Іфрикії владу утримують Фатіміди, в Середній Азії — Саманіди. У Китаї розпочалося правління династії Сун. Значними державами Індії є Пала, держава Раштракутів, Пратіхара, Чола. В Японії триває період Хей'ан. На північ від Каспійського та Азовського морів існує Хозарський каганат.

## Події
- Папа Римський Іван XII коронував Оттона І імператорською короною. Утворилася Священна Римська імперія.
- Місія єпископа Адальберта Магдебурзького в Київ завершилася невдало[1].
- Королем Шотландії став Даб.
- Візантійські війська на чолі з Никифором Фокою захопили Алеппо.
- Газневіди вийшли з-під влади Саманідів і утворили власну державу.
- Відкриття великого родовища срібла на території Німеччини в районі гори Раммельсберг